# Ferring Sø
Ferring Sø er en 320 hektar stor brakvandssø tæt ved Vesterhavet, 2 km nord for landsbyen Ferring, 10 km vest for Lemvig, og ca. 8 km syd for Nissum Bredning, som den har afløb til via en række småsøer: Sønder Vese, Mellem Vese, Nørre Vese  og Hygum Nor.
Søen er en lavvandet næringsrig, stærkt forurenet sø, med en gennemsnitsdybde på 1,4 meter med en maksimumsdybde på 2,4 meter.  Mellem Ferring Sø og Vesterhavet er der kun en smal sandtange, der er forstærket med høfder, hvoraf de ældste  blev anlagt fra 1875-1883 . Vandet har flere gange brudt igennem tangen, og de antages at søen oprindelig har været en havbugt, der via veserne indtil 1100-tallet var en åbning mod havet fra Limfjorden. 
Der er en afmærket vandresti rundt om søen, der især i vintermånederne er tilholdssted for et stort antal rastende fugle, især dykænder . Ved sydenden af søen er der et stort sommerhusområde.

## Eksterne kilder og henvisninger
1. ↑  Danmarks Miljøundersøgelser
2. ↑  "DOF Ringkøbing Amt". Arkiveret fra originalen 2. januar 2005. Hentet 28. marts 2010.

56°33′23″N 8°8′7″Ø / 56.55639°N 8.13528°Ø